# 46 Draconis
46 Draconis (c Draconis) é uma estrela na direção da Draco. Possui uma ascensão reta de 18h 42m 37.96s e uma declinação de +55° 32′ 21.8″. Sua magnitude aparente é igual a 5.03. Considerando sua distância de 364 anos-luz em relação à Terra, sua magnitude absoluta é igual a −0.21. Pertence à classe espectral B9.5p....